# Alexandr Vladimír Hrska
Alexandr Vladimír Hrska (9. května 1890 Královské Vinohrady – 23. října 1954 Praha-Dejvice) byl český malíř, grafik, kostýmní výtvarník a scénograf.

## Životopis

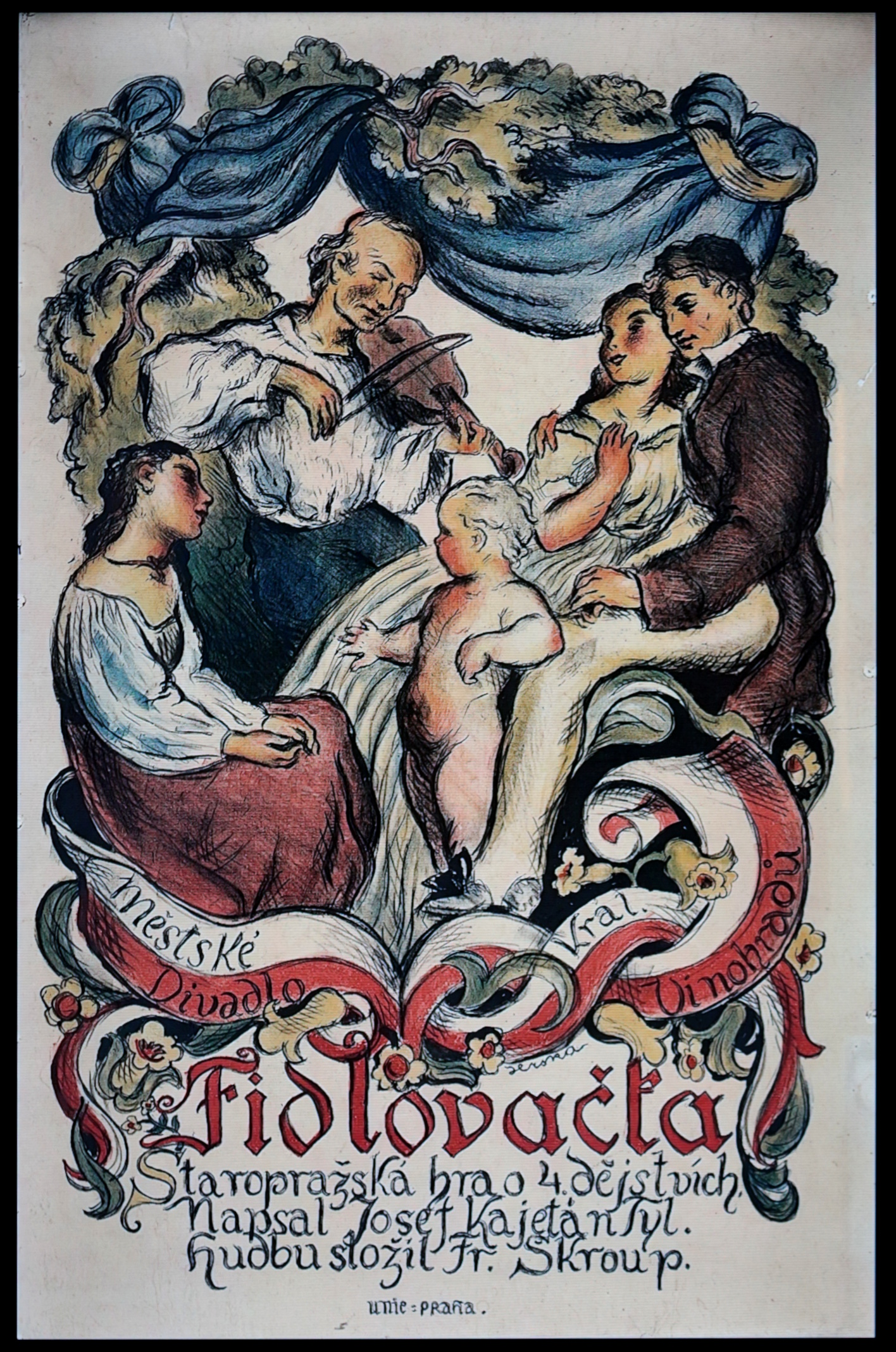
Hrskův plakát ke hře Fidlovačka J. K. Tyla a F. Škroupa ve Vinohradském královském divadle, 1917

Alexandr Vladimír Hrska se narodil jako druhý ze dvou potomků pražského úředníka Františka Hrsky a jeho manželky Emílie, rozené Fialové na Královských Vinohradech u Prahy, v domě čp. 503. Vystudoval vinohradskou reálku Na Smetance a roku 1909 nastoupil na c. a k. Akademii umění výtvarných v Praze. Po všeobecné přípravce u prof. Vlaha Bukovace byl v roce 1912 přijat do speciální školy pro malířství a grafiku prof. Švabinského, kterou v roce 1915 absolvoval s výborným prospěchem. V roce 1915 se stal členem SVU Mánes.
Na jaře roku 1916 se oženil s Marií (Mášou) Machoňovou, absolventkou Umělecko - průmyslové školy v Praze, a stal se šéfem výpravy Městského divadla na Královských Vinohradech. Úzce spolupracoval s významným českým divadelním režisérem K. H. Hilarem. Divadlo opustil za stávky v roce 1919, kdy zůstal solidární s personálem. V témže roce se stal členem SČUG Hollar. V letech 1921 až 1922 pracoval v Brně jako šéf výpravy Městských divadel (vypravil mimo jiné poprvé Janáčkovu Káťu Kabanovu nebo bratří Čapků Ze života hmyzu). V letech 1927–1933 byl externím ilustrátorem Národních listů a v období 1933–1936 výtvarným poradcem slovenského nakladatelství firmy Mazač.
Od roku 1936 neměl žádné trvalé zaměstnání, maloval, ilustroval, vypravoval divadelní hry, účastnil se výstav a soutěží (bronzová medaile z mezinárodní výstavy v Paříži v roce 1937). V roce 1938 si  podle projektu svého švagra arch. Ladislava Machoně dal postavit vilu v kolonii Na Babě čp. 1807 v Praze 6 - Dejvicích, kde žil až do své smrti v roce 1954.

## Životopis v datech
- 1890, 9. V. – narozen v Praze (Vinohrady, č. p. 532), otec František Hrstka (úředník), matka Emilie, rozená Fialová)
- 1890, 24. V. – pokřtěn na jméno Vladimír Josef
- 1896/1901 – obecná škola (Vinohrady, Na Smetance)
- 1901/1909 – reálka (Vinohrady, Na Smetance)
- 1909/1915 – C. k. akademie umění výtvarných v Praze (I. – II. ročník prof. Vlaho Bukovac, III. – VI. grafická speciálka prof. Maxe Švabinského, s konečným hodnocením: pilnost vytrvalá, návštěva velmi pilná, prospěch výborný)
- 1914 – studijní cesta do Paříže (takřka 3 měsíce)
- 1916, 1929. IV. – oddán s Marií rozenou Machoňovou, absolventkou Školy kreslení a malování pro dámy (1908/1912, prof. Em. Krostová) na Uměleckoprůmyslové škole v Praze (1912/1916). Manželé bydlí na Vinohradech v bytě v Letohradské ulici 27 (tehdy Praha XII.)
- 1916 – od podzimu nejprve provizorně, pak trvale pracuje jako divadelní malíř a později šéf výpravy Městského divadla na Královských Vinohradech – přijat za člena výtvarného spolku Mánes, kde nejprve vystavoval jako host
- 1918, 24. XII. – narozena dcera Eva
- 1919 – přijat za člena Spolku českých umělců grafiků Hollar
- 1919, 23. XII. – opouští Městské divadlo na Královských Vinohradech při stávce
- 1921/1922 – šéf výpravy za Mahenovy dramaturgie (ředitel Václav Štech) v Městských divadlech v Brně, kde vytvořil 23 výprav za jedinou sezónu – navázal řadu přátelství, např. s Leošem Janáčkem, kterému vypravil světovou premiéru jeho opery „Káťa Kabanová“ (23. XI. 1921), později vypravil i jeho další opery (Liška Bystrouška, Její pastorkyňa) – navrhuje oponu pro divadlo na Veveří ul., která je roku 1922 instalována
- 1921/1922 – pověřen externí výukou nauky „kostýmnictví“ na Státní hudební a dramatické konservatoři v Brně (1 hodina týdně)
- 1922/1927 – výtvarník ve svobodném povolání, pracuje především pro divadlo (Národní divadlo, a jednorázově též pro Městské divadlo na Vinohradech) a jako ilustrátor
- 1927, 27.IV. – kostýmní výprava světové premiéry opery Jaromíra Weinbergera Švanda dudák v Národním divadle v Praze
- 1927/1933 – od 1. V. stálý ilustrátor tiskovin v Pražské akciové tiskárně (především v Národních listech)
- 1929 – plakát „Barrandovské terasy“
- 1933/1936 – od 1. X. výtvarný redaktor v nakladatelství Leopolda Mazače v Praze II.
- 1937 – volný cyklus obrazů a kreseb s tématem pražských mostů
- 1942 – grafická úprava knihy Pohádka máje Viléma Mrštíka; malba opony pro Divadlo na Poříčí pro inscenaci Hauptmannovy hry Trunda a Lajda – jediná samostatná výstava za jeho života
- od 1945 – soustavně spolupracuje s městským divadlem v Karlových Varech
- 1946 – účast v soutěži na výzdobu slavnostní síně Staroměstské radnice (3. cena)
- 1948/1953 – každé léto jezdí do Okarce u Náměště nad Oslavou
- 1949 – smrt manželky
- 1950 – práce na jiráskovském volném cyklu
- 1954 – poslední jevištní výprava v Oblastním divadle v Karlových Varech (J. W. Goethe: Faust, rež. B. Stejskal)
- 1954, 23. X. – zemřel v Praze